# Дорман, Павел Евстигнеевич
Павел Евстигнеевич Дорман (1884 — 1945) — русский военный деятель, подполковник Генерального штаба. Герой Первой мировой войны.

## Биография
В 1901 году после окончания Ярославского кадетского корпуса вступил в службу. В 1905 году после окончания Тифлисского военного училища по I разряду произведён в подпоручики и выпущен в Молодечненский 170-й пехотный полк.

В 1908 году произведён в поручики, в 1912 году в штабс-капитаны. В 1914 году окончил Николаевской военной академии по I разряду. С 1914 года  участник Первой мировой войны, участник Восточно-Прусской операции в качестве обер-офицер штаба 1-й армии. С конца 1914 года и.д. старшего адъютанта штаба 22-го армейского корпуса. Высочайшим приказом от 10 ноября 1914 года за храбрость награждён Георгиевским оружием:
За то, что    7 августа 1914 года, во время боя под Гумбиненом, получив поручение отвезти распоряжение командиру 20-го корпуса и начальнику 1-й отдельной кавалерийской бригады, не только передал обоим распоряжение, но по своей инициативе съездил через район, занятый разъездами неприятеля в конный отряд генерала Хана-Нахичеванского, затем снова отыскал отдельную кавалерийскую бригаду, всех ориентировал, в общем подвергая свою жизнь явной опасности, своей самоотверженной деятельностью способствовал успеху

В 1915 году за боевые отличия произведён в капитаны  с переводом в кадры Генерального штаба, с 1917 года подполковник — и.д. начальника штаба 22-го армейского корпуса. С конца 1917 года состоял в распоряжении начальника штаба Юго-Западного фронта. Высочайшим приказом от 26 января 1917 года за храбрость награждён орденом Святого Георгия 4-й степени:
За то, что   временно исполняя обязанности начальника штаба корпуса, разработал, согласно указаниям командира корпуса план операции по форсированию р. Стрыпы (Галиция). Во время выполнения этого плана с 22-го мая по 3-е июня 1916 года капитан Дорман исполняя обязанности начальника штаба корпуса, произвел ряд разведок, сопряжённых с личной для него опасности, своевременно выяснил движение частей противника, во фланг нашим атакующим частям, что дало возможность командиру корпуса принять надлежащие меры. Результатам деятельности капитана Дормана, признанного командиром корпуса главным его сотрудником, была полная победа над противником, давшая нам пленных 275 офицеров, 14285 нижних чинов, 9 орудий, 62 пулемёта и много оружия и материалов для укрепления позиции
После Октябрьской революции с 1918 года служил в армии Украинской державы — войсковой старшина, издатель газеты "Армия". С 1919 года участник Белого движения в составе ВСЮР — полковник, начальник оперативного отдела штаба Кавказской армии. С 1920 года — второй квартирмейстер Штаба ВСЮР и Русской армии Врангеля. С 1920 года в эмиграции в Константинополе, с 1922 года во Франции. До 1945 года жил в Швейцарии.

## Награды
- Орден Святого Станислава 3-й степени (ВП 1906)
- Орден Святой Анны 3-й степени  (ВП 25.03.1910)
- Георгиевское оружие (ВП 10.11.1914)
- Орден Святого Станислава 2-й степени с мечами (ВП 01.04.1915)
- Орден Святого Владимира 4-й степени с мечами и бантом (ВП 16.05.1915)
- Орден Святого Георгия 4-й степени (ВП 26.01.1917)